# Mercedes-Benz Vario
Mercedes-Benz Vario (заводський індекс T2W, модельний ряд BM667/668/670) — рамний автомобіль виробництва компанії Mercedes-Benz, який вироблявся з 1996 по 2013 рік.

## Опис моделі

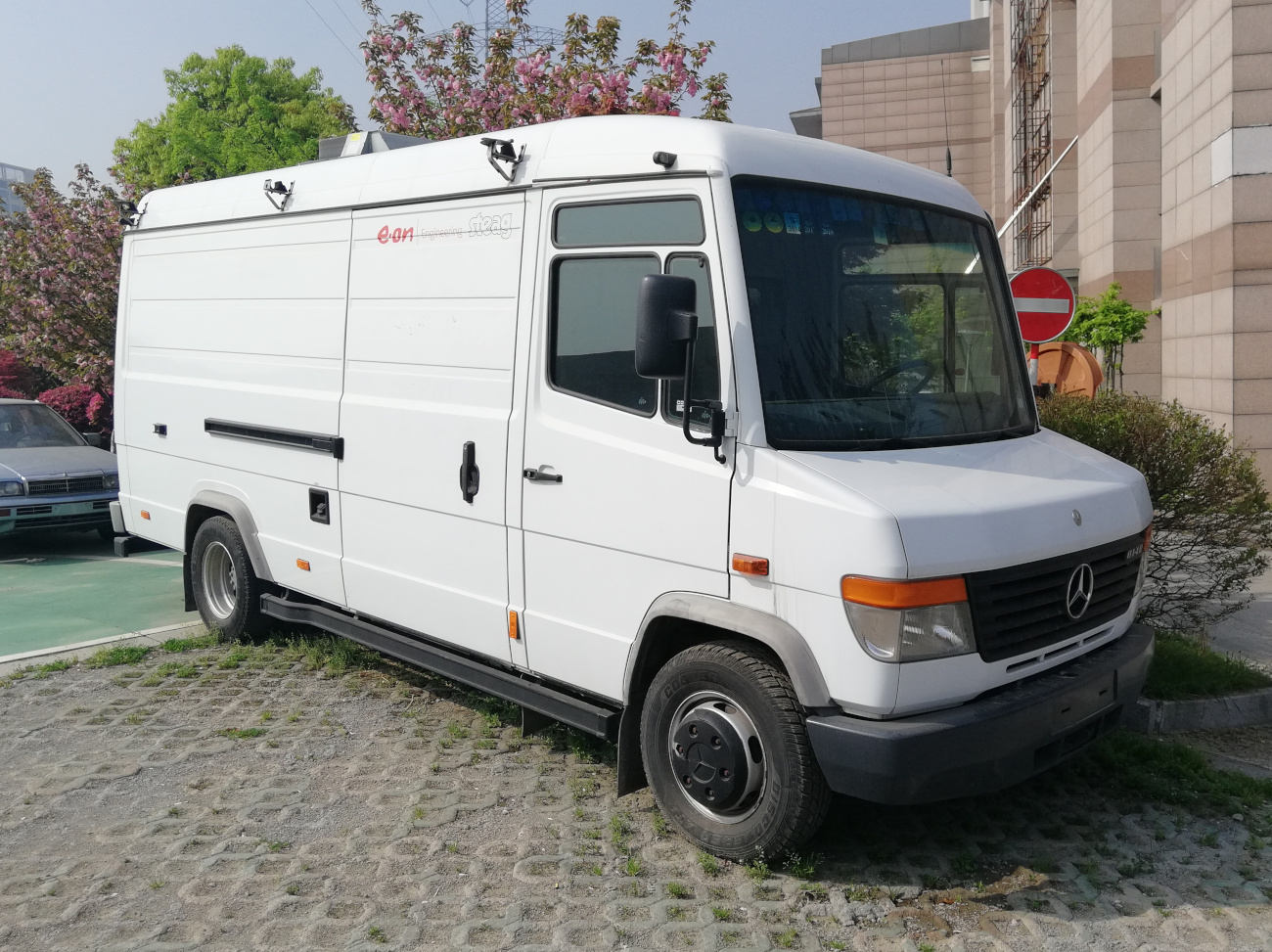
Mercedes-Benz Vario 814D

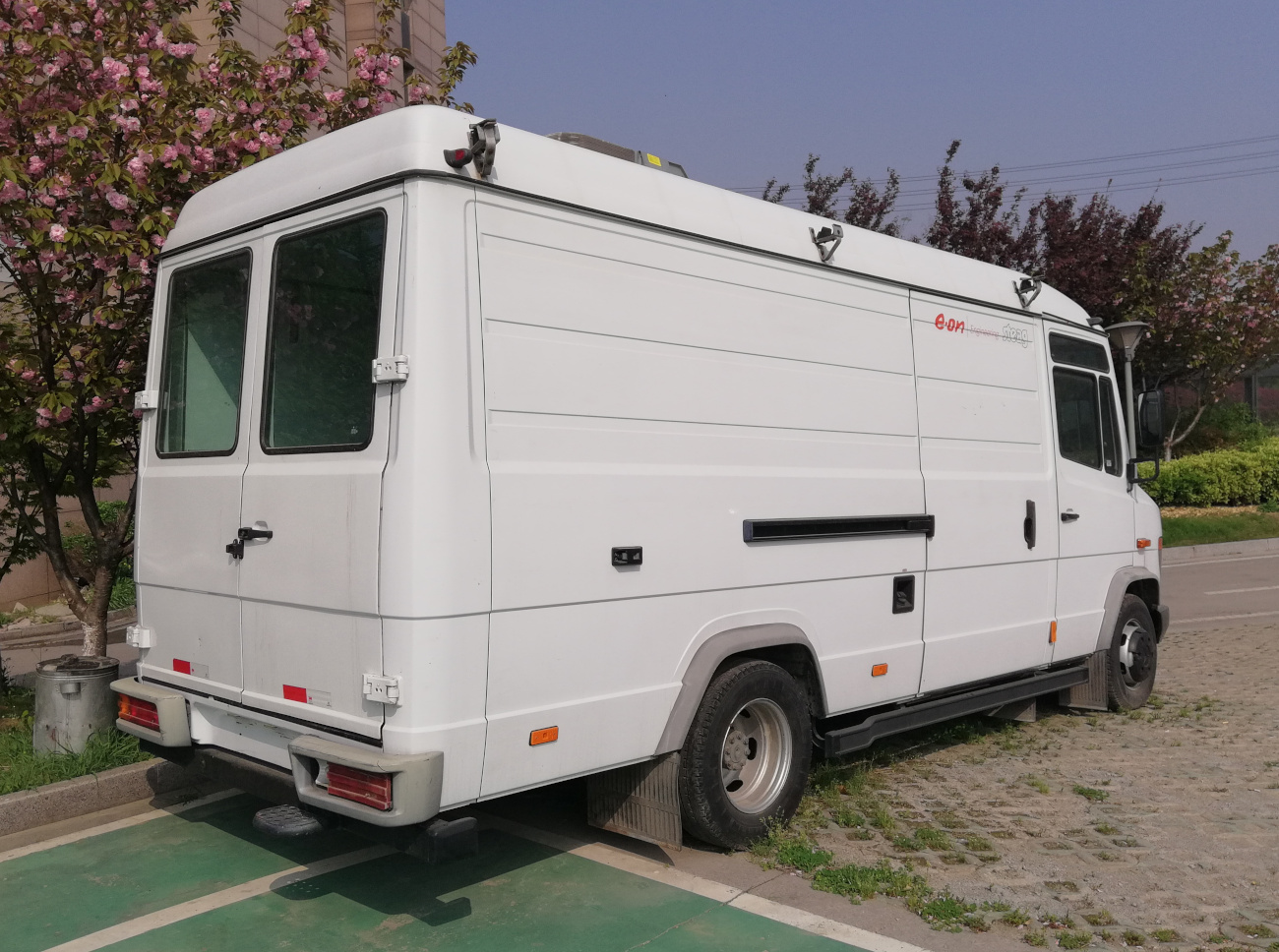
Mercedes-Benz Vario 814D

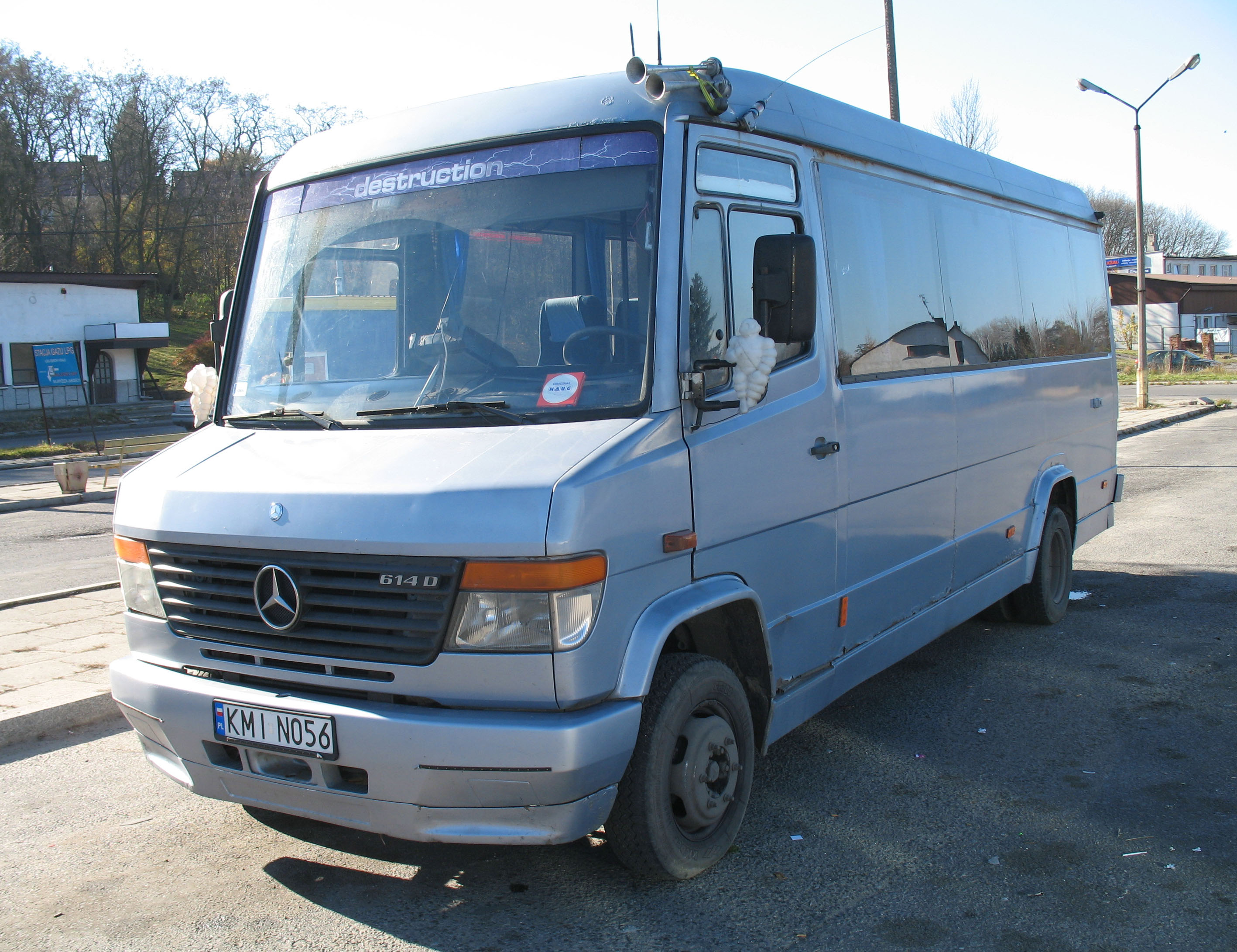
Mercedes-Benz Vario 614D — мікроавтобус

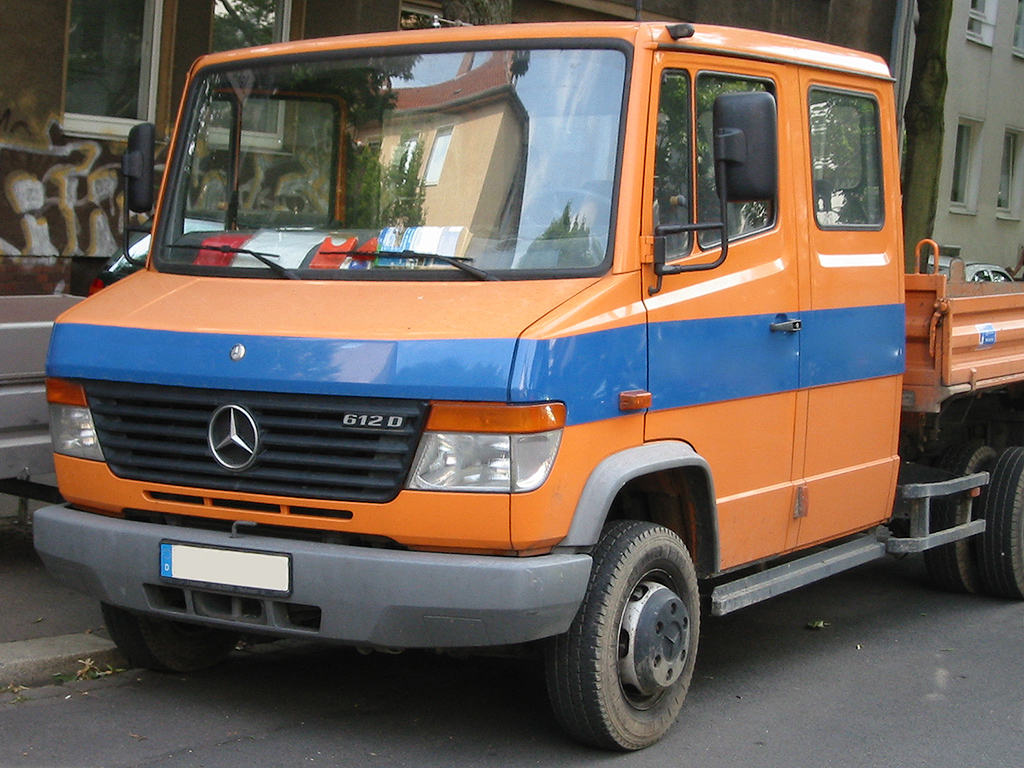
Mercedes-Benz Vario 612D — вантажівка з подвійною кабіною

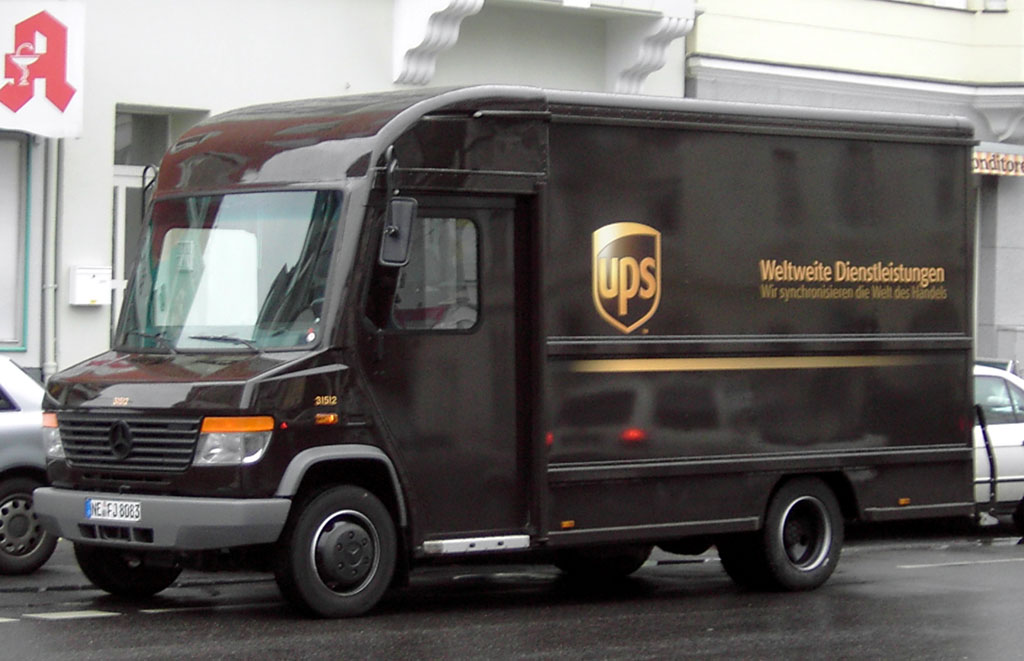
Mercedes-Benz Vario — перероблений фургон

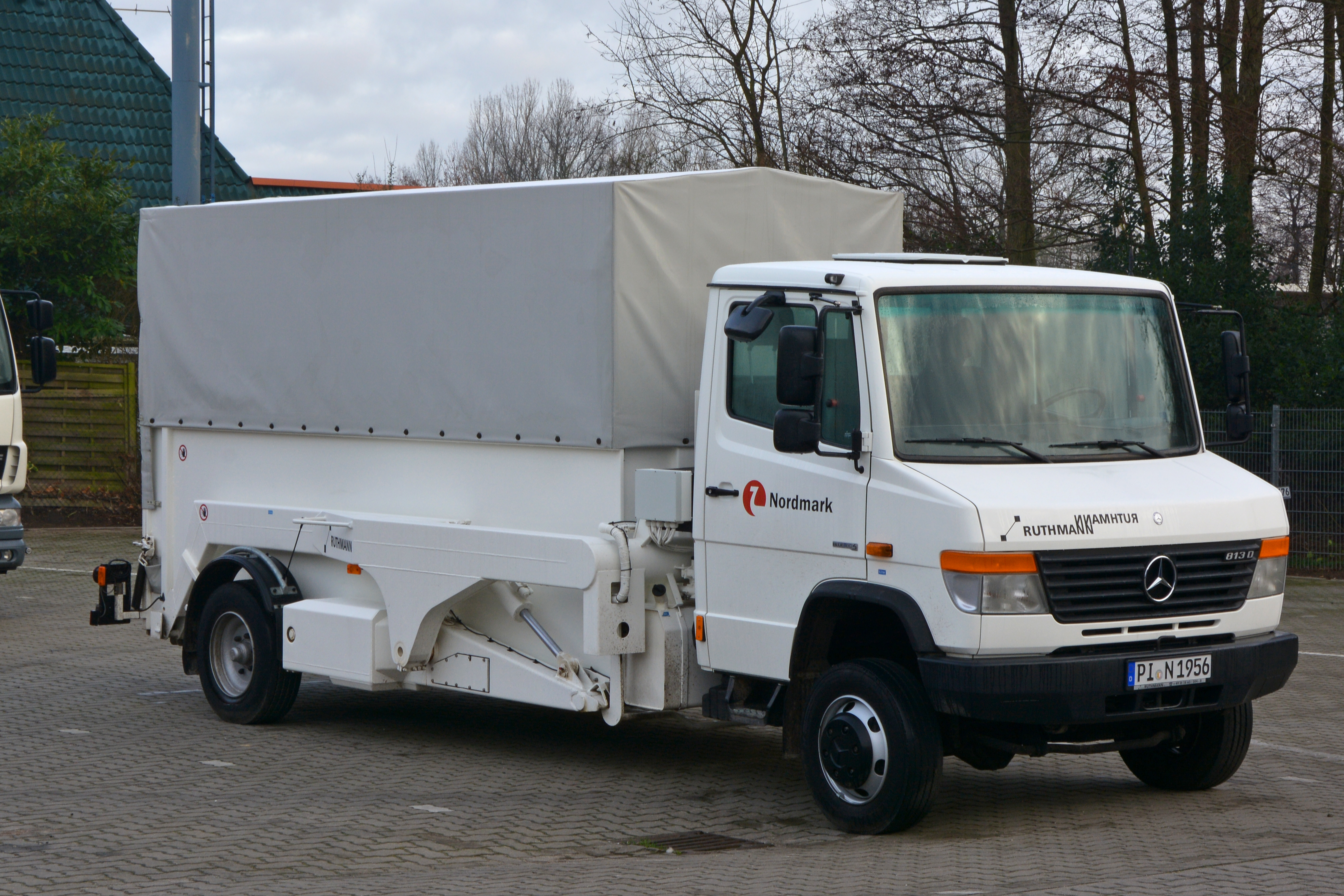
Mercedes-Benz Vario 813D
з платформою Ruthmann

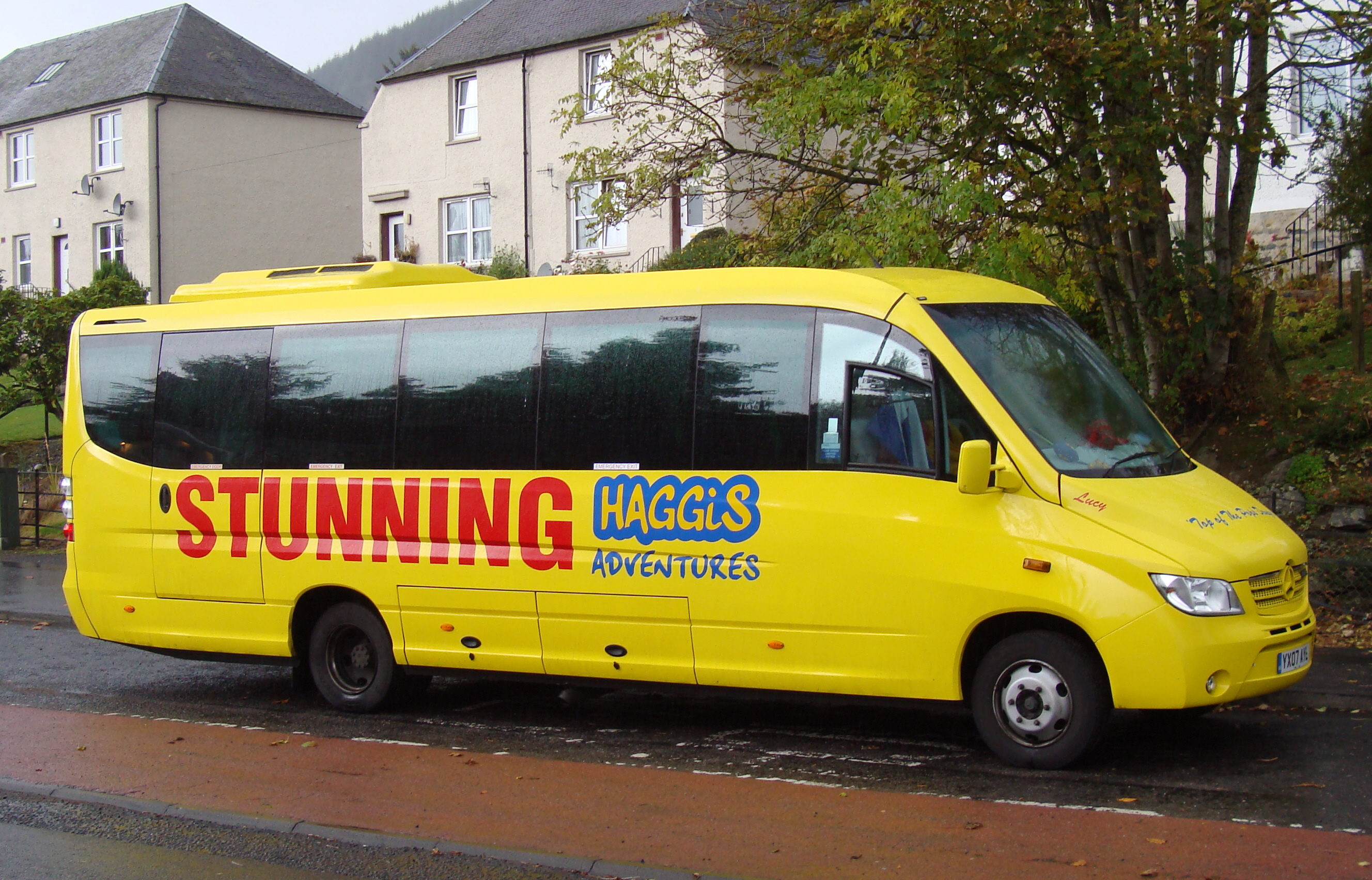
Автобус Omnibus Trading Sunrider на шасі Mercedes-Benz 815D (Vario)

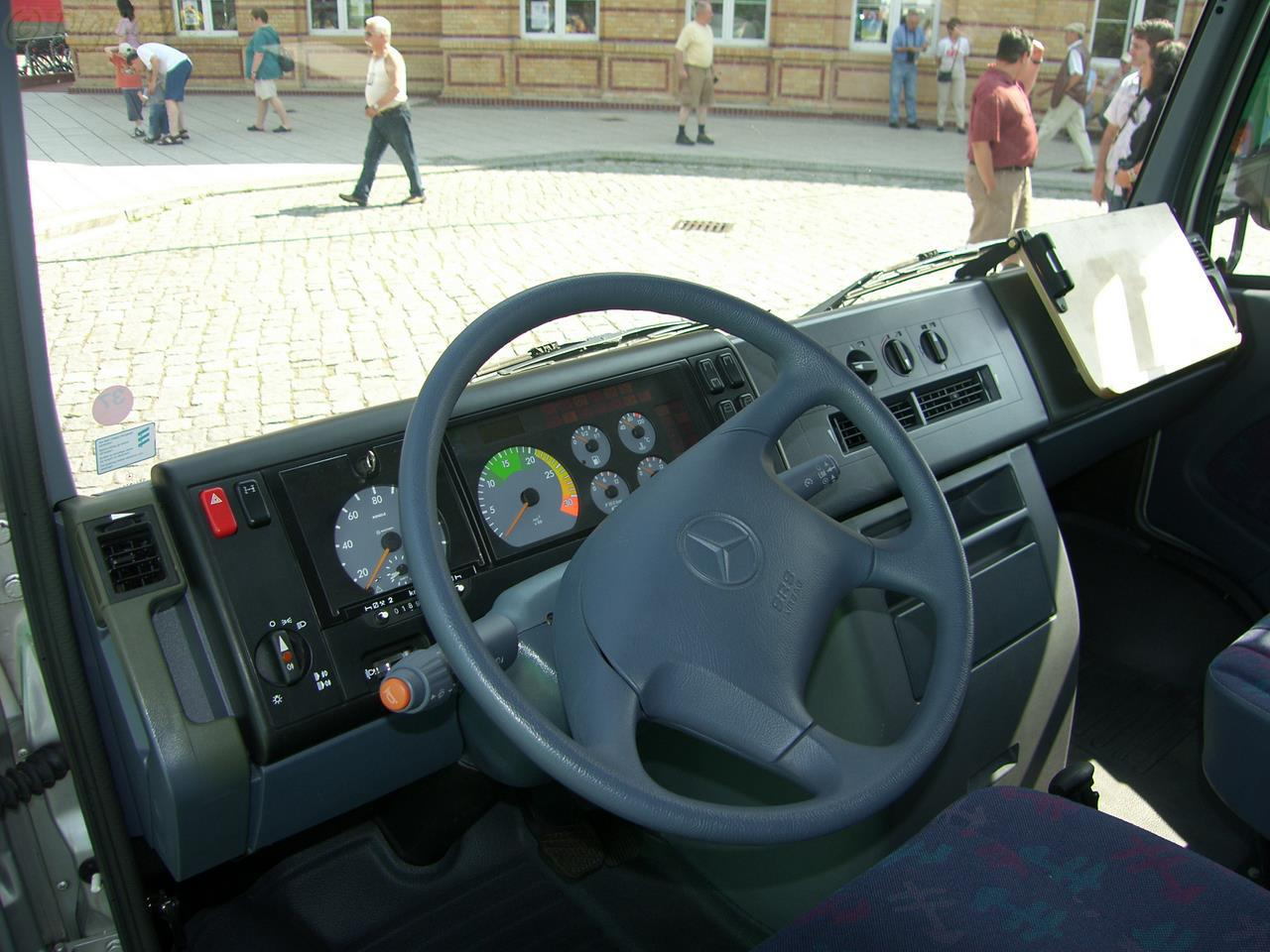
Салон

Середньотоннажні вантажівки і автобуси «Mercedes-Benz Vario» прийшли на зміну популярній моделі «Т2» у 1996 році. Мікроавтобуси «Vario» зовні практично не відрізняються від своїх попередників серії «Т2» початку 90-х років — та ж рамна конструкція, таке ж розмаїття кузовів, що монтуються на шасі різної довжини. Єдина помітна відмінність — сучасніші фари й нова декоративна решітка радіатора. Але в порівнянні з попередником на «Vario» до того ж зникла 7-ма серія. Передбачено виконання зі стандартним або високим дахом. Повна маса коливається в діапазоні 4,8-7,49 т, що пропонується в численних виконаннях з колісною формулою 4х2 або 4х4 (додається літера «А» — нім. Allrad, повний привід) та декількома розмірами колісної бази (3150—4800 мм). Для модельного ряду Vario виділено такі позначення:
шасі з роздільною одинарною або подвійною кабіною (нім. Doppelkabine, скорочено DOKA)
- BM667.32: 512 D,
- BM668.32: 612 D — 618 D
- BM670.32: 812 D — 818 D
- BM670.42: 813 DA — 818 DA (4x4)

самоскиди (нім. K — Kipper)
- BM668.33: 612 DK — 618 DK
- BM670.33: 812 DK — 818 DK
- BM670.43: 813 DAK — 818 DAK (4x4)

суцільнометалеві фургони (додаткові літери нім. KA — Kasten)
- BM667.35: 512 D-KA,
- BM668.35: 612 D-KA — 618 D-KA
- BM670.35: 812 D-KA — 818 D-KA
- BM670.45: 813 DA-KA — 818 DA-KA (4x4)

автобуси (нім. O — Omnibus)
- BM670.37: O810 D — O818 D

одновісний тягач з кабіною (нім. T — Triebkopf, дослівно «привідна голова»)
- BM670.398: 810 DT, 812 DT

У програмі представлені два типи дизельних двигунів: рядний 5-ти циліндровий «ОМ602DE LA» робочим об'ємом 2874 см3 з розподільним паливним насосом типу «VE» виробництва «Bosch» з EDC (англ. Electronic Diesel Control) і рядний 4-х циліндровий «ОМ904LA» робочим об'ємом 4249 см3 з насосними секціями Unit Pump (скорочено англ. UPS або нім. PLD - Pumpe-Leitung-Düse), обидва з прямим впорскуванням, турбонаддувом і проміжним охолодженням наддувочного повітря. Автомобілі з двигуном «ОМ602DE LA» 2.9 літри («Vario 512D/612D/812D») в стандартному оснащенні мали 12-вольтову бортову електричну систему та агрегатувалися з 5-ступінчастою механічною КПП типу «G28-5», а з двигуном «ОМ904LA» 4,25 літри — 24-вольтову, та 5-ступінчастими коробками виробництва «ZF» типу «Ecolite S5-42», власними 6-ступінчастими коробками «G56-6» і «G6-60» або автоматичними трансмісіями «Allison 1000» та «AT542» з електронним управлінням. У стандартному оснащенні 5-ту серію комплектували колесами з посадочним розміром 15 дюймів, 6-ту серію — 16 дюймів та 8-му — 17,5 дюймів.
Для виконання специфічних вимог замовника є додаткове обладнання — комфортні сидіння, кондиціонер, обігрівач, а також понад 100 серійних і спеціальних забарвлень. Для експлуатації у важких умовах пропонується повнопривідна версія, яку оснащено блокуванням заднього і міжосьового диференціалів і має менші передавальні числа КПП (моделі «813DA — 818DA»).
З вересня 2000 р. на моделі «Vario 614D/615D/814D/815D» почали встановлювати двигуни, що відповідають нормам викидів Євро-3. В 2003 році з'явилася найпотужніша модифікація «818D» з двигуном 177 к. с., а в 2006 році силові агрегати досягли стандарту Євро-4 та отримали в назві приставку «BlueTec4», згодом вийшли двигуни, які відповідають вимогам Євро-5 з системою AdBlue® на розчині сечовини й назвою «BlueTec5».
Усі мікроавтобуси «Mercedes-Benz Vario» забезпечуються підвіскою на параболічних ресорах, на замовлення ззаду доступна також пневматична підвіска, всіма дисковими вентильованими гальмами конструкції виробника «Wabco/Perrot» для 5-ї серії та «Lucas/Meritor» для 6-ї й 8-ї серій і рульовим управлінням із гідропідсилювачем. Нові «Vario» мають двоконтурну гальмівну систему з гідро- або пневмоприводом, яку оснащено системами «ABS» і «ALB». В інтер'єрі кабіни змінилася приладова панель, сидіння водія регулюється у всіх напрямках. Покращена звукоізоляція, з'явилася нова система опалення та вентиляції. Для збільшення безпеки встановлюється подушка безпеки для водія і триточкові ремені. Окрім пасажирських версій на базі суцільнометалевого фургона, на шасі та агрегатах «Vario» випускали такі моделі автобусів, як невеличкий туристичний/рейсовий «Mercedes-Benz Medio» або аеропортовий «Cobus 2400», та інші ательє («Auwerter», «VDL Kusters», «Omnibus-Trading B.V.» тощо) зі своїми кузовами. Також на основі «Vario» випускався одновісний тягач «810DT» з кабіною, двигуном «OM 904 LA» на 102 к. с., коробкою передач «ZF» типу «Ecolite S5-42», редукторною коробкою та приводом на передню вісь, яку пізніше замінили на «813D» потужністю 129 к. с. на основі повнопривідної версії, з 6-ступінчастою КПП типу «G56-6», але також лише з переднім ведучим мостом, до цих модифікацій приєднували задню частину з однією або двома підтримуючими осями, оснащену фермерським, торговельним або іншим специфічним устаткуванням, як, наприклад, моделі від фірми «Ruthmann».

### Двигуни
| Торгове позначення (використовується в моделі)       | Об'єм см³                                       | Діаметр × хід поршня мм                         | Код двигуна Mercedes-Benz                       | Потужність кВт (к.с.) при об/хв норми викидів   | Обертаючий момент Нм при об/хв                  | Роки випуску                                    | Система живлення                                    |
| рядні 5-ти циліндрові дизелі (турбо інтеркулер)      | рядні 5-ти циліндрові дизелі (турбо інтеркулер) | рядні 5-ти циліндрові дизелі (турбо інтеркулер) | рядні 5-ти циліндрові дизелі (турбо інтеркулер) | рядні 5-ти циліндрові дизелі (турбо інтеркулер) | рядні 5-ти циліндрові дизелі (турбо інтеркулер) | рядні 5-ти циліндрові дизелі (турбо інтеркулер) | рядні 5-ти циліндрові дизелі (турбо інтеркулер)     |
| ---------------------------------------------------- | ----------------------------------------------- | ----------------------------------------------- | ----------------------------------------------- | ----------------------------------------------- | ----------------------------------------------- | ----------------------------------------------- | --------------------------------------------------- |
| 512D, 612D, 812D                                     | 2874                                            | ø89 × 92,4                                      | OM 602 DE LA                                    | 90 (122) 3800 Євро-2                            | 280 2000-2300                                   | 1996–2001                                       | розподільний ПНВТ типу VE з EDC - трубка - форсунка |
| рядні 4-х циліндрові дизелі (турбо інтеркулер)       |                                                 |                                                 |                                                 |                                                 |                                                 |                                                 |                                                     |
| 810DT                                                | 4249                                            | ø102 × 130                                      | OM 904 LA                                       | 75 (102) 2200 Євро-2                            |                                                 | 1996–2001                                       | насосна секція - трубка - форсунка (UPS/PLD)        |
| 812DT                                                | 4249                                            | ø102 × 130                                      | OM 904 LA                                       | 90 (122) 2200 Євро-2                            |                                                 | 1996–2001                                       | насосна секція - трубка - форсунка (UPS/PLD)        |
| BlueTec4/5 613D, 813D 813DA (4×4)                    | 4249                                            | ø102 × 130                                      | OM 904 LA                                       | 95 (129) 2200 Євро-4/Євро-5                     | 500 1200-1600                                   | 2006-                                           | насосна секція - трубка - форсунка (UPS/PLD)        |
| 614D, 814D 814DA (4×4)                               | 4249                                            | ø102 × 130                                      | OM 904 LA                                       | 100 (136) 2200 Євро-2/Євро-3                    | 520 1200-1600                                   | 1996–2006                                       | насосна секція - трубка - форсунка (UPS/PLD)        |
| 615D, 815D 815DA (4×4)                               | 4249                                            | ø102 × 130                                      | OM 904 LA                                       | 112 (152) 2200 Євро-2                           | 580 1200-1600                                   | 1998–2001                                       | насосна секція - трубка - форсунка (UPS/PLD)        |
| 615D, 815D 815DA (4×4)                               | 4249                                            | ø102 × 130                                      | OM 904 LA                                       | 110 (150) 2200 Євро-3                           | 575 1200-1600                                   | 2001–2006                                       | насосна секція - трубка - форсунка (UPS/PLD)        |
| BlueTec4/5 616D, 816D 816DA (4×4)                    | 4249                                            | ø102 × 130                                      | OM 904 LA                                       | 115 (156) 2200 Євро-4/Євро-5                    | 610 1200-1600                                   | 2006-                                           | насосна секція - трубка - форсунка (UPS/PLD)        |
| 618D, 818D BlueTec4/5 (2006-) 618D, 818D 818DA (4×4) | 4249                                            | ø102 × 130                                      | OM 904 LA                                       | 130 (177) 2200 Євро-3 Євро-4/Євро-5             | 675 1200-1600                                   | 2003–                                           | насосна секція - трубка - форсунка (UPS/PLD)        |